# Raa
Pour les articles homonymes, voir RAA.
Cette page contient des caractères et des mots thâna comme ހ ou ފ. En cas de problème, consultez l’article Maldivien ou testez votre navigateur.
Raa est une subdivision des Maldives composée de la totalité de Maalhosmadulu du Nord et de l'île isolée d'Alifushi. Ses 19 003 habitants se répartissent sur 15 des 88 îles qui composent la subdivision. Sa capitale est Ungoofaaru.

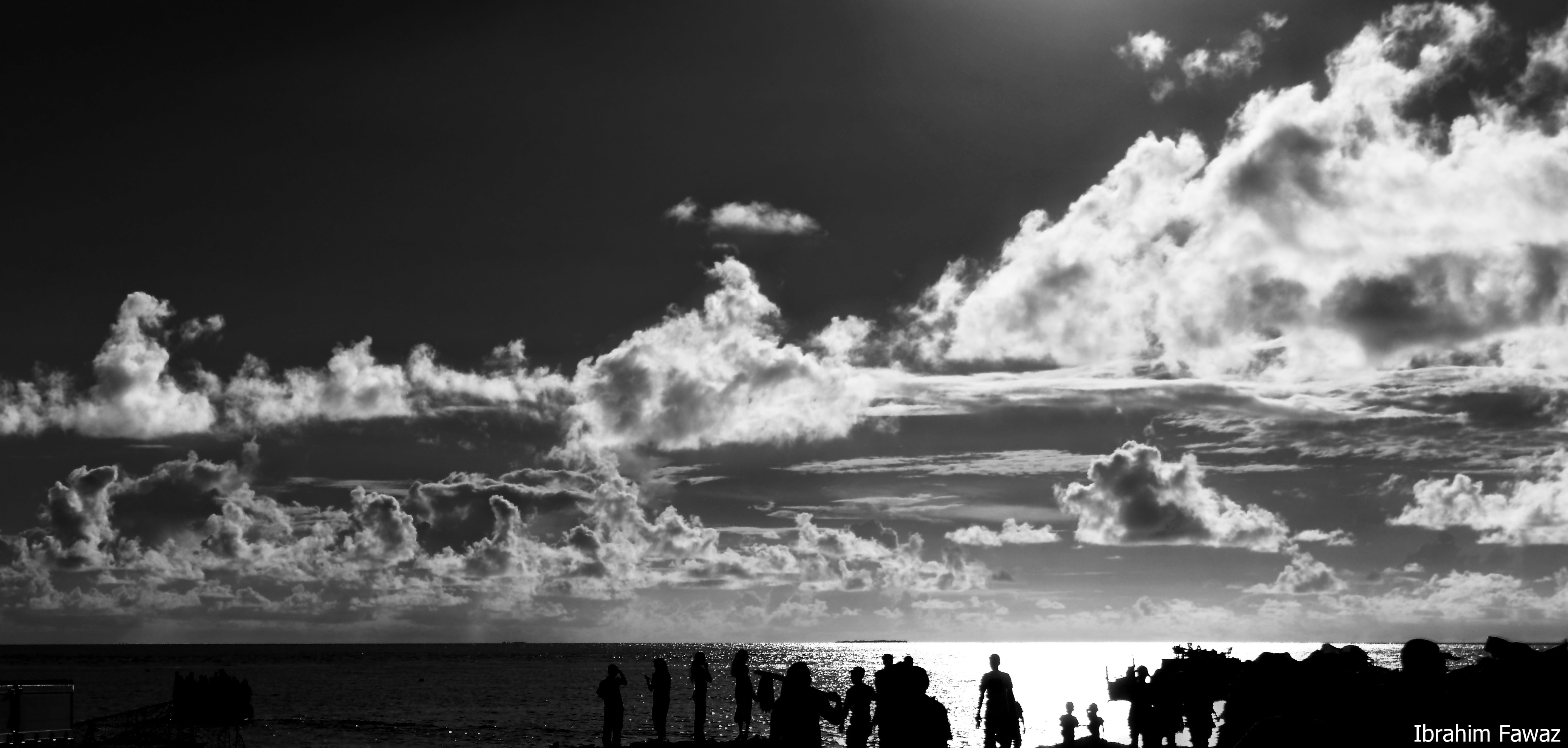
Réinstallation des personnes déplacées de Kandholhudhoo à Raa Dhuvaafaru après le tsunami de décembre 2004.